# Bopyridae
Bopyridae är en familj av kräftdjur som beskrevs av Rafinesque-Schmaltz 1815. Bopyridae ingår i ordningen gråsuggor och tånglöss, klassen storkräftor, fylumet leddjur och riket djur. Enligt Catalogue of Life omfattar familjen Bopyridae 566 arter. 
Bopyridae omfattar i gälhålan hos andra kräftdjur parasiterande former. Honorna har vanligen en osymmetrisk och skivformig kropp. Hanarna är dvärgformer med en långsträckt, ledad kropp. Mundelarna är omvandlade till stickborst och extremiteterna till korta klammerfötter.

## Bildgalleri

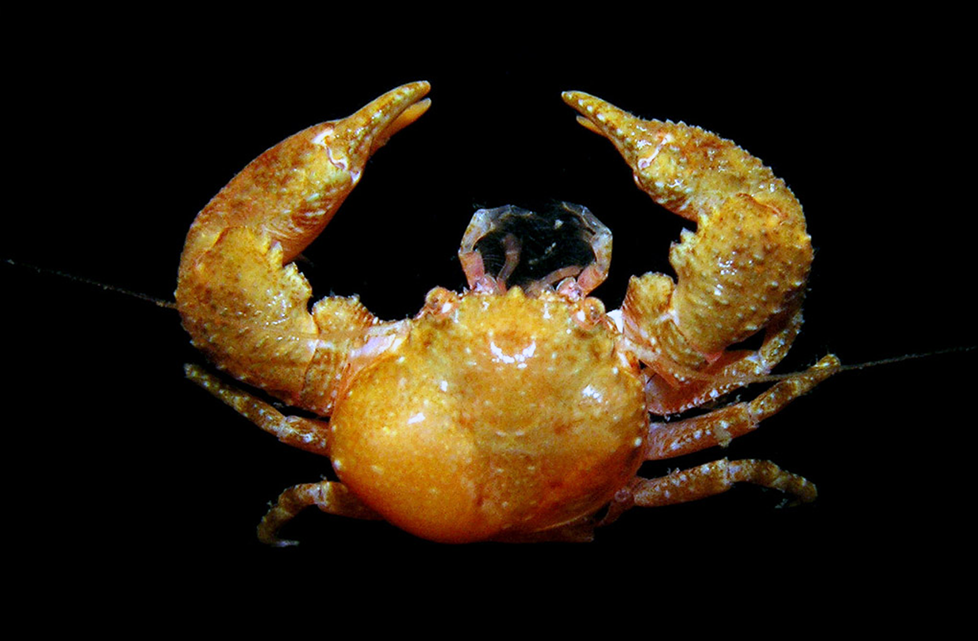
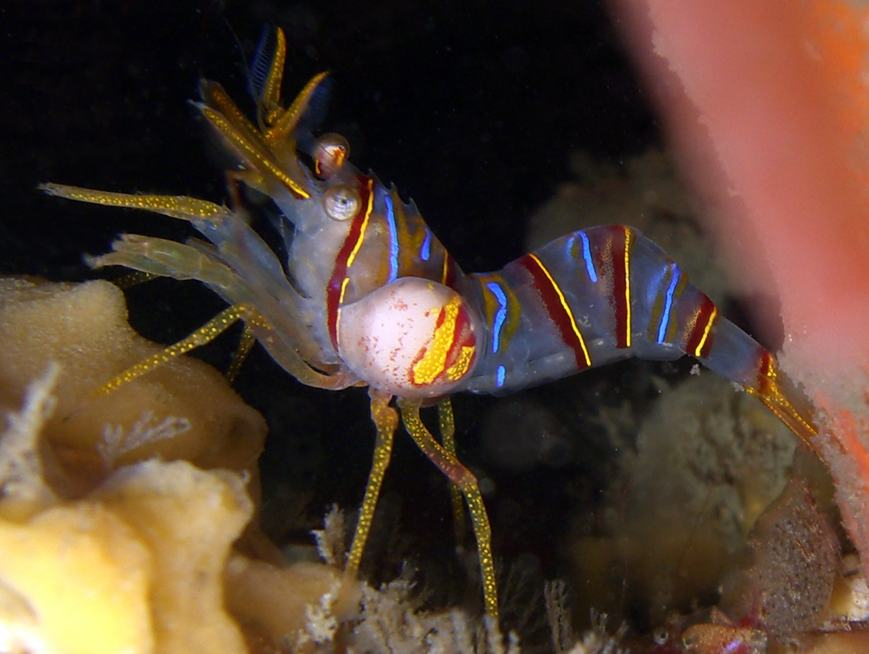
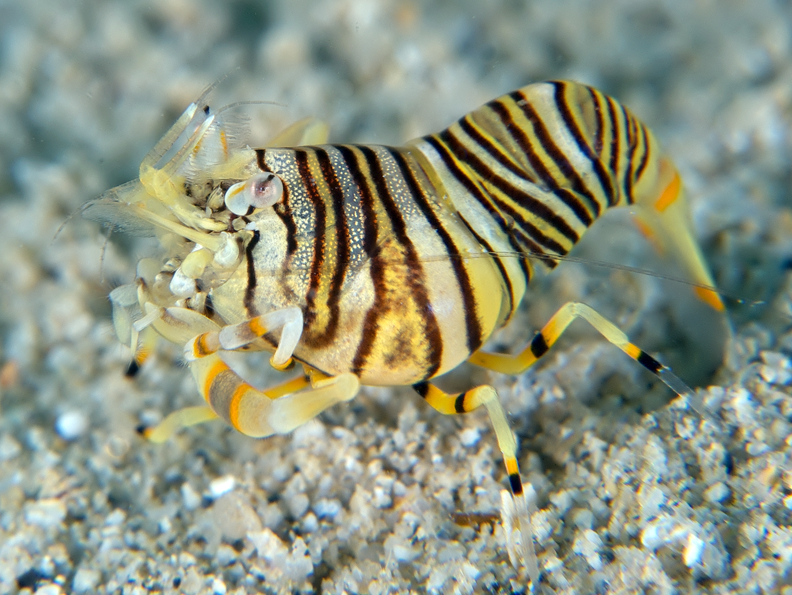
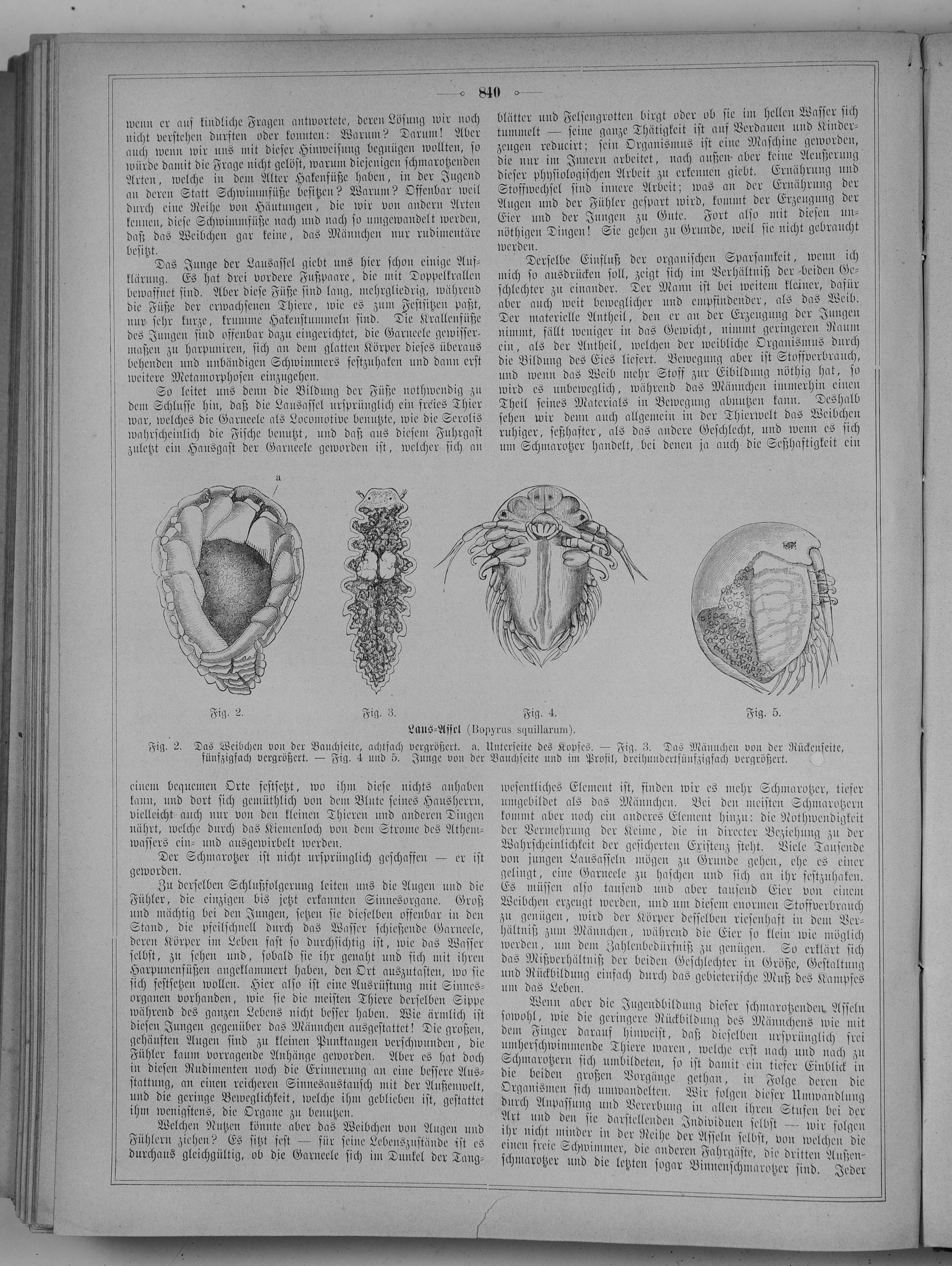
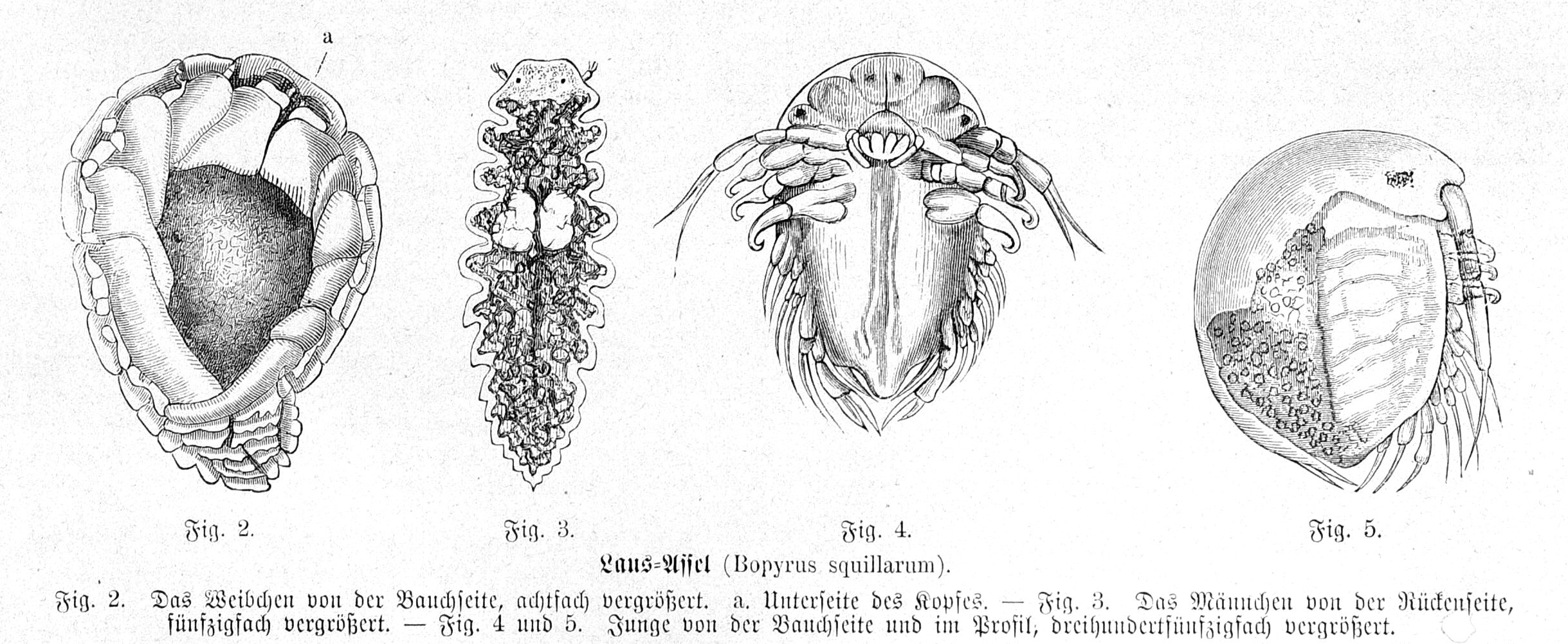

## Dottertaxa till Bopyridae, i alfabetisk ordning[1][2]
- Acrobelione
- Albunione
- Allathelges
- Allobopyrus
- Allodiplophryxus
- Allokepon
- Allophryxus
- Allorbimorphus
- Anacepon
- Anathelges
- Anchiarthrus
- Anisarthrus
- Anisorbione
- Anomophryxus
- Anuropodione
- Apocepon
- Apophrixus
- Aporobopyrina
- Aporobopyroides
- Aporobopyrus
- Argeia
- Argeiopsis
- Astalione
- Asymmetrione
- Asymmetrorbione
- Athelges
- Atypocepon
- Azygopleon
- Balanopleon
- Bathygyge
- Bopyrella
- Bopyrina
- Bopyrinella
- Bopyrinina
- Bopyrione
- Bopyriscus
- Bopyrissa
- Bopyroides
- Bopyrophryxus
- Bopyrosa
- Bopyrus
- Cancricepon
- Carcinione
- Cardiocepon
- Castrione
- Cataphryxus
- Coxalione
- Cryptobopyrus
- Dactylokepon
- Dicropleon
- Diplophryxus
- Entophilus
- Eophrixus
- Epicepon
- Epipenaeon
- Epiphrixus
- Eragia
- Ergyne
- Eriphrixus
- Filophryxus
- Galathocrypta
- Gareia
- Gigantione
- Grapsicepon
- Gyge
- Hemiarthrus
- Hemicepon
- Hemiphryxus
- Heterocepon
- Hypercepon
- Hyperphrixus
- Hypocepon
- Hypohyperphrixus
- Hypophryxus
- Ione
- Ionella
- Kepon
- Kolourione
- Leidya
- Litobopyrus
- Lobocepon
- Loki
- Mediophrixus
- Megacepon
- Mesocepon
- Mesophryxus
- Metacepon
- Metaphrixus
- Minicopenaeon
- Minimathelges
- Miophrixus
- Munidion
- Neophryxus
- Nikione
- Ogyridione
- Onkokepon
- Onychocepon
- Orbimorphus
- Orbione
- Orophryxus
- Orthione
- Ovobopyrus
- Pagurion
- Palaemonellione
- Parabopyrella
- Parabopyriscus
- Parabopyrus
- Paracepon
- Paragigantione
- Parapagurion
- Parapenaeon
- Parapenaeonella
- Paraphrixus
- Parapleurocrypta
- Parapleurocryptella
- Parargeia
- Parathelges
- Parione
- Parionella
- Parionina
- Parioninella
- Pauperella
- Phryxus
- Phyllodurus
- Pleurocrypta
- Pleurocryptella
- Pleurocryptina
- Pontobopyrus
- Portunicepon
- Probopyria
- Probopyrinella
- Probopyrione
- Probopyrus
- Probynia
- Procepon
- Progebiophilus
- Propseudione
- Prosynsynella
- Pseudione
- Pseudionella
- Pseudostegias
- Rhopalione
- Schizobopyrina
- Scyracepon
- Shiinoella
- Stegias
- Stegoalpheon
- Stegophryxus
- Synsynella
- Trapezicepon
- Tylokepon
- Upogebione
- Upogebiophilus
- Urobopyrus